# جاده ای۱ (کنیا)
جاده آ۱ جاده‌ای طولانی در کنیا است که از مرز تانزانیا تا مرز سودان گسترده شده‌است.

## شهرها
شهرهای زیر که از جنوب به شمال فهرست شده در امتداد بزرگراه قرار گرفته‌اند:
- ایسبانیا (شهر مرزی تانزانیا)
- میگوری
- آوندو
- رونگو
- کیسیی
- اویوگیس
- سوندو
- آهرو
- کیسومو
- ویهیگا
- کاکامگا
- وبویه
- کیتاله
- ماکوتانو
- لوکیچار
- لودوار
- کاکوما
- لوکیچوگیو (آخرین شهر قبل از مرز سودان)

بخش بین آهرو و کیسومو با جاده ب۱ که به سمت ناکورو می‌رود مشترک است.